# Perzsa turákó
A perzsa turákó más néven zöldsisakos turákó (Tauraco persa) a madarak osztályának turákóalakúak (Musophagiformes) rendjébe, ezen belül a turákófélék (Musophagidae) családjába tartozó faj. Korábbi rendszertanok, a család más tagjaival együtt a kakukkalakúak rendjének képviselőivel rokonították.

## Előfordulása
Nyugat-Afrika síkvidéki területein él. Elsősorban a galériaerdőket és a művelt területek mentén nőtt másodlagos erdőket kedveli. A lombkoronaszint lakója.

## Alfajai
- Tauraco persa buffoni - Gambia, Libéria és Szenegál
- Tauraco persa persa - Elefántcsontpart, Ghána és Kamerun
- Tauraco persa zenkeri - Angola, Kamerun, Gabon, a Kongói Demokratikus Köztársaság és a Kongói Köztársaság

## Megjelenése
Átlagos testhossza 40-43 centiméter, testtömege 230-290 gramm. Mind a két nemnek felálló élénkzöld tollbóbitája van.
|  |

## Életmódja
Gyümölcsökkel, virágokkal és rügyekkel táplálkozik.

## Szaporodása
Monogám faj, a hímek és nőstények együtt védik territóriumukat. Fészküket vékony ágakból és gallyakból fákra építik. A fészekalj 2 darab krémszínű tojásból áll, melyen a szülők felváltva kotlanak. Költési idő 21-23 nap. 
A fiókákat is közösen nevelik fel. A fiókák 26-28 napig maradnak a fészekben, a 38. nap tájékán repülnek első ízben.

## Természetvédelmi helyzete
Kevés adat áll rendelkezésre gyakoriságát illetően. Egyes területeken még mindig közönséges fajnak számít, nem fenyegeti a kipusztulás veszélye.